# 福建省宪法
《福建省宪法》是中華民國大陸時期福建省的一份宪法文件，于1925年1月13日由福建省议会通过，但因当时的掌权者反对而未实行。

## 历史背景
1922年12月14日，在内部政局极不稳定、外有军阀施压的困局之下，福建省议会通电宣布启动省宪起草工作，正式揭开福建省宪运动的序幕。
当日，福建省议会召开临时会议，着手讨论省宪的制定事宜，陆续通过《福建省制宪规程》《福建省制宪筹备处条例》《福建省宪法起草员选举法》以及《福建省议会省宪审查员选举法》。福建省议会依照相关规定选出17名筹备员，组成制宪筹备处，任命萨镇冰为处长，郑丰稔与雷寿彭为副处长。
根据《制宪规程》，福建省议会又选举产生起草员9人、审查员15人，全面承担起福建省宪的起草与审查工作。
1923年8月15日，起草员会议召开，推举王孝泉为委员长。此后，起草员共召开22次大会，完成《福建省宪法》及其施行法草案的拟定。
1924年7月16日，省宪审查员会议举行，由施荫棠任审查长，李育民、陈延香任副审查长，随后共召开13次大会。审查程序完成后，制宪筹备处依法将草案分送各县，交由公民投票复决。据筹备处公布的结果，当年年底共有56个县函文表示认可，复决手续正式完成。
1925年1月13日，福建省议会召集各界召开大会，正式公布《福建省宪法》和《福建省宪法施行法》。
然而，仅过半月，1月30日，由段祺瑞担任临时执政的临时执政府发电回应：“国宪尚未解决，省宪应暂缓。福建省宪碍难认为有效。”随即，福建军务督办周荫人和福建省长萨镇冰联名宣布：“福建省宪法不合法，应加以否认。”至此，福建省宪运动宣告失败，福建省议会也于1926年被解散。

## 体例
《福建省宪法》作为福建省的根本大法，仿照联邦制的法理架构，以“宪法”之名正式制定。全文分18章，共计207条。《福建省宪法施行法》与《福建省宪法》同时公布，是宪法顺利实施的重要保障措施，也使《福建省宪法》更加完善与完整。

## 评价
岳阳职业技术学院的刘沧海认为，《福建省宪法》的结构展现出制宪者较高的立宪水平。其序言简洁明了，既阐明了制定宪法的宗旨，又充分契合作为省级宪法的地位与价值。在整体编排上，第一章为总纲，明确福建省为中华民国的一个自治省，省的自治权属于全体省民。将省的地位及自治权的归属置于开篇，意在突出省宪法的正当性与合法性。第二章采用列举的方式规定省的各项权力，紧接总纲之后，充分反映了本宪法强调确立省权的基本立场。第三章至第五章规定了省民的权利义务以及生计、教育等内容，将这些基本人权相关条文置于宪法前段，体现了对人权的重视，这在当时社会背景下尤为难能可贵。然而，此类条文置于省权之后，又反映出制宪者的基本判断：只有在省权获得确认、社会秩序得以建立的前提下，省民的各项权利与基本生活条件才有实现的可能。若省权不稳，权利保障亦无从谈起。第六、七章分别对省议会和省务院作出规定，并将省议会置于省务院之前，体现了“议会至上”的理念，即政府权力源自议会，并须对其负责。第八章至第十三章详述立法权、行政权、司法权及监察、审计、考试等专门机关的职能，呈现出明确的权力分立与制衡安排，展现了制宪者对宪政原理的深刻理解和较高的技术水准。第十四至第十六章则涉及省以下地方自治组织的规范，而第十七、十八章分别对宪法的修正、解释及附则作出安排。将这些内容置于最后，尤其将宪法修正与解释单独成章，体现出制宪者在制度设计上的严谨与周全。